# Guadalupe Mountains nationalpark
Guadalupe Mountains nationalpark, som är 349,5 km² stor, ligger Culberson County och Hudspeth County i delstaten Texas, USA. Det går väg fram till nationalparken, men inga vägar korsar området, som enbart är avsett för vandring, ridning och friluftsliv. Området har en rik och ovanlig flora och fauna samt en välbevar fossil i form av ett rev.
Området bär också en rik historia av mänsklig närvaro, från målningar på berghällar till tidig ranch från nybyggartiden.